# Reacción de Wharton
La reacción de Wharton es una reacción química de α,β-epoxi-cetonas con hidrazina para producir alcoholes alílicos. La reacción es denominada así en honor a Peter Stanley Wharton.
Dupuy ha desarrollado un procedimiento mejorado.

## Mecanismo de reacción
El mecanismo de la reacción de Wharton empieza con la reacción de la cetona 1 con hidrazina para formar una hidrazona 2. El rearreglo de la hidrazona produce el intermediario 3, que se puede descomponer liberando gas nitrógeno, formando el producto deseado 4. Stork y colab. han investigado el mecanismo de la descomposición final y encontraron que puede proceder por un mecanismo iónico o un mecanismo de radicales, dependiendo de la temperatura de reacción, solvente usado y estructura del intermediario 3.
Observe que el alcohol retiene la configuración del epóxido inicial. 